# Marc Dos Santos
Marc Dos Santos (Montreal, Quebec, Canadá; 26 de mayo de 1977) es un entrenador canadiense de fútbol. Actualmente se encuentra sin equipo, tras ser destituido del Vancouver Whitecaps FC de la Major League Soccer.

## Trayectoria

### Trois-Rivières Attak
En 2006 fue el entrenador del Lac St.Louis Lakers de la Quebec Elite Soccer League. El 17 de enero de 2007 los Trois-Rivières Attak anunciaron que contrataron a Dos Santos como entrenador para la temporada 2007 de la Canadian Soccer League. Bajo la dirección de Dos Santos, el club ganó la Open Canada Cup, derrotando al Columbus Clan F.C. por 3-0 en la final. Logró el segundo lugar en la división nacional, quedando fuera en semifinales de los playoffs ante los Serbian White Eagles.
Dos Santos lideró la campaña de 2008, donde el Attak ganaría el título de la división, el primer trofeo de liga del club. Por segundo año clasificó al equipo a los play offs, donde jugaron la final de la Copa CSL, que perderían contra los White Eagles por definición a penales.[cita requerida]

### Montreal Impact
El 5 de noviembre de 2008, Dos Santos dejó la dirección del Trois-Rivières y aceptó el cargo de segundo entrenador en el Montreal Impact, bajo las órdenes del entrenador John Limniatis. En mayo de 2009, Limniatis fue despedido y Dos Santos fue nombrado entrenador interino. Más tarde ese mismo año fue nombrado primer entrenador del equipo,  cargo que ocupó hasta el 28 de junio de 2011.

### Brasil
Luego de su salida del Montreal Impact, trabajó en Brasil, donde dirigió al Primeira Camisa FC, club de propiedad del campeón del mundo con Brasil, Roque Junior. En febrero de 2012 Marc dirigió a la academia del Palmeiras, uno de los grandes clubes de Brasil, donde ganó el campeonato sub-15 de 2012, torneo que el club nunca había ganado en su historia. Su último club en Brasil fue el Desportivo Brasil, donde ocupó el cargo de director deportivo y primer entrenador durante menos de un año, hasta su regreso a Norteamérica en 2013.

### Ottawa Fury FC
El 23 de mayo de 2013 la nueva franquicia de la NASL, el Ottawa Fury FC, anunció a Dos Santos como su primer entrenador.
Fury anunció en septiembre de 2015 que Dos Santos dejaría el club al final de la temporada para migrar a la MLS. En ese momento, el Ottawa Fury estaba en el tercer lugar de la clasificación. El 11 de noviembre de 2015 el entrenador canadiense fue nombrado "Entrenador del año de la NASL" del 2015. 

### Swope Park Rangers
Dos Santos fue presentado como nuevo entrenador del Swope Park Rangers para la temporada 2016. Llevó al club al cuarto lugar de la conferencia este y logró llegar a la final de la Copa USL.

### San Francisco Deltas
El 17 de agosto de 2016 Dos Santos fue nombrado primer entrenador del San Francisco Deltas, comenzando desde la temporada 2017. Llevó a los Deltas a una temporada récord de 14-12-6, quedando en segundo lugar de la tabla, y en algún momento una victoria por 2-0 ante el New York Cosmos en el Soccer Bowl de la NASL, consiguiendo el primer título de la historia del club. Días después, Dos Santos renunció al club.

### Vancouver Whitecaps FC
Dos Santos fue nombrado nuevo entrenador del Vancouver Whitecaps FC de la Major League Soccer al término de la temporada 2018.

## Estadísticas
| Club                   | País           | Año         | Partidos dirigidos | Partidos ganados | Partidos empatados | Partidos perdidos | Efectividad |
| ---------------------- | -------------- | ----------- | ------------------ | ---------------- | ------------------ | ----------------- | ----------- |
| Trois-Rivières Attak   | Canadá         | 2007 - 2008 | 53                 | 31               | 14                 | 8                 | 67.3%       |
| Montreal Impact        | Canadá         | 2009 - 2011 | 102                | 42               | 30                 | 30                | 50.98%      |
| Ottawa Fury            | Canadá         | 2013 - 2015 | 63                 | 23               | 18                 | 22                | 46.03%      |
| Swope Park Rangers     | Estados Unidos | 2015 - 2016 | 34                 | 17               | 6                  | 11                | 55.88%      |
| San Francisco Deltas   | Estados Unidos | 2016 - 2017 | 37                 | 18               | 12                 | 7                 | 59.46%      |
| Vancouver Whitecaps FC | Canadá         | 2018 - 2021 | 81                 | 22               | 20                 | 39                | 35.39%      |
| Total                  | Total          | Total       | 370                | 153              | 100                | 117               | 50.36%      |

## Vida personal
Posee doble ciudadanía, de Canadá y Portugal. Dos Santos tiene licencia de entrenador clase A de la UEFA, y trabajó en el Chelsea FC y el FC Porto. Tiene tres hijos con su esposa Marie.